# Лавальен, Пабло
Па́бло Лавалье́н (исп. Pablo Hernán Lavallén; родился 7 сентября 1972 года, Буэнос-Айрес) — аргентинский футболист, выступавший на позиции защитника. После окончании игровой карьеры стал работать тренером.

## Биография
В 1989 году Пабло Лавальен выступал за юношескую (до 17 лет) сборную Аргентины. На профессиональном уровне в составе «Ривер Плейта» Пабло Лавальен дебютировал в 1991 году. Он выступал за «миллионеров» до 1996 года — одного из лучшего в истории клуба, когда был завоёван второй Кубок Либертадорес. Лавальен в победной кампании сыграл в четырёх матчах. На групповом турнире 18 апреля он единственный раз вышел в стартовом составе против «Каракаса» (победа 2:0) и был заменён на 56-й минуте. В следующий раз Пабло сыграл только в ответном четвертьфинальном поединке против «Сан-Лоренсо де Альмагро» (1:1), выйдя на замену Эрнану Креспо на 81-й минуте. В первом полуфинале в Сантьяго против «Универсидад де Чили» Лавальен сыграл в последние восемь минут, заменив Хуана Пабло Сорина. Наконец, в первом финальном матче турнира против «Америки» в Кали защитник вновь появился на поле вместо Креспо — на сей раз на 66-й минуте. «Ривер» уступил с минимальным счётом (0:1), но в ответной игре был сильнее 2:0 и выиграл трофей. По окончании турнира Лавальен принял решение покинуть команду, чтобы получать больше игрового времени. Помимо международного триумфа, Лавальен трижды становился чемпионом Аргентины.
Новой командой аргентинца стал мексиканский «Атлас». За пять лет Лавальен сыграл за клуб из Гвадалахары 160 матчей в чемпионате Мексики, и лучшим достижением в этом турнире для него стало второе место в Летнем чемпионате 1999 года. В финале после двух ничейных матчей (3:3 и 2:2) «Атлас» уступил в серии пенальти «Толуке».
В 2002 году выступал за «Веракрус» и столичный «Уракан» на родине. Затем вернулся в Мексику, где провёл один сезон за «Сан-Луис». Затем ещё дважды менял чемпионаты Аргентины и Мексики, проведя по сезону в «Уракане» из Трес-Аройоса и «Койотес де Сонора». Последним клубом в игровой карьере Пабло Лавальена стал в 2007 году «Платенсе».
По окончании игровой карьеры Пабло Лавальен стал тренером седьмого и восьмого составов «Ривер Плейта». В 2015 году самостоятельно возглавил команду «Сан-Мартин» из Сан-Хуана. В сезоне 2016/17 тренировал «Атлетико Тукуман».
В 2017 году возглавил «Бельграно». В мае 2018 года принял решение покинуть команду, поскольку не получил от руководства гарантий по усилению состава на следующий сезон.
7 марта 2019 года возглавил «Колон» из Санта-Фе. В сентябре того же года вывел команду в финал Южноамериканского кубка — впервые в истории клуба.

## Титулы и достижения
В качестве игрока
- Чемпион Аргентины (3): Апертура 1991, Апертура 1993, Апертура 1994
- Обладатель Кубка Либертадорес (1): 1996

В качестве тренера
- Финалист Кубка Аргентины (1): 2016/17
- Финалист Южноамериканского кубка (1): 2019